# Rovná (Karlovy Vary)
Rovná é uma comuna checa localizada na região de Karlovy Vary, distrito de Sokolov‎.